# 알라캅파

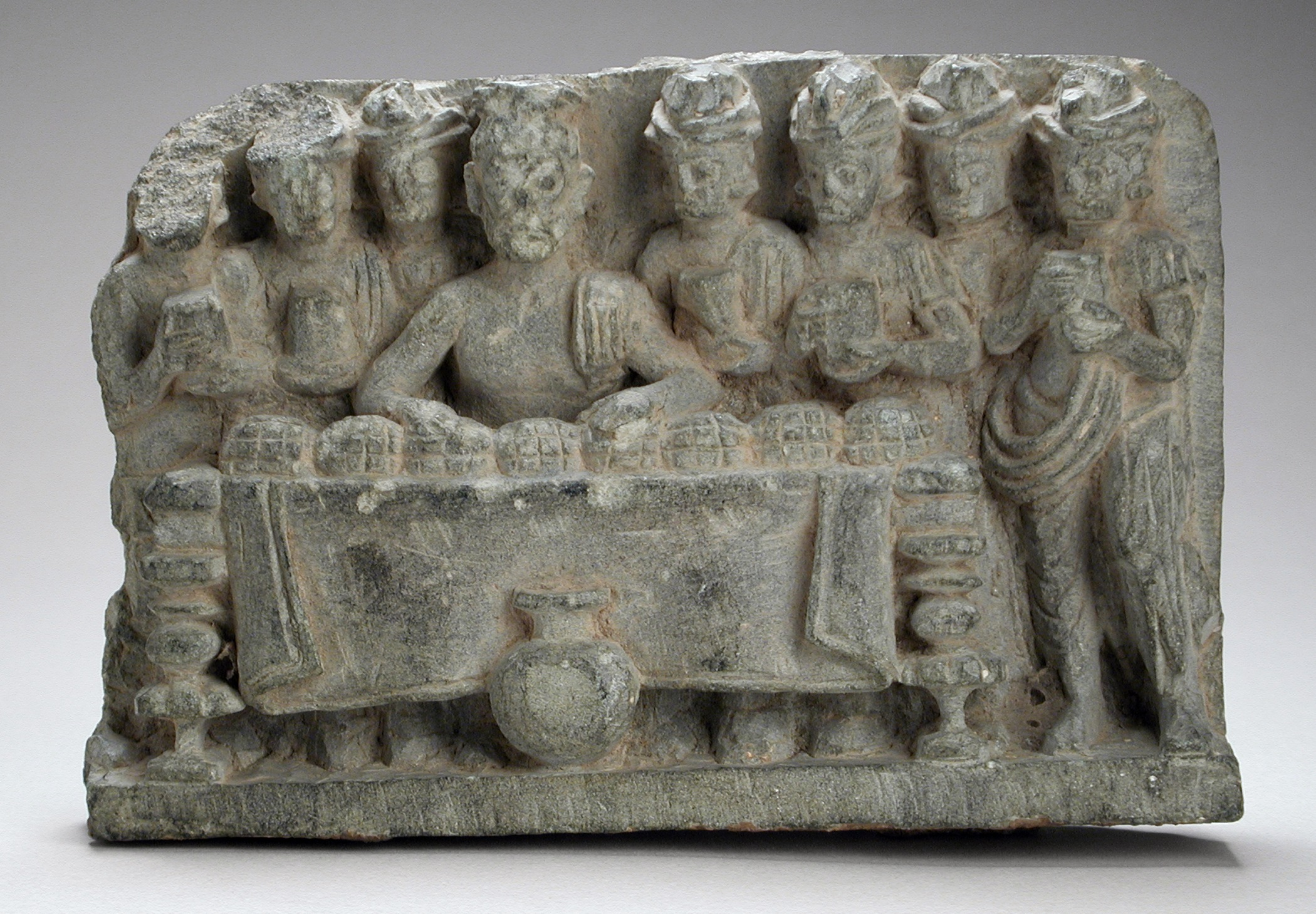
브라만 드로나의 석가모니 사리 분배.

알라캅파는 불리족의 수도로, 불교 전통에서 석가모니의 열반, 즉 파리니르바나를 맞이한 8개의 도시 중 하나이다.
처음에는 쿠시나가라의 말라족이 석가모니의 유골을 독점적으로 보관했지만 유골 전쟁 이후 브라만 드로나에 의해 알라캅파, 라자그리하, 바이샬리, 카필라바스투, 라마그라마, 파바, 쿠시나가라, 베타디파, 핍팔리바나로 유골이 분배되었다.
알라캅파에는 불리족이 거주하였는데, 그들은 디가 니까야에만 언급되어 있으며, 석가모니가 활동한 역사적 지역인 비하르주 어딘가에 존재했을 것으로 보인다.
불리족이 받은 사리는 스투파에 안치되었다.

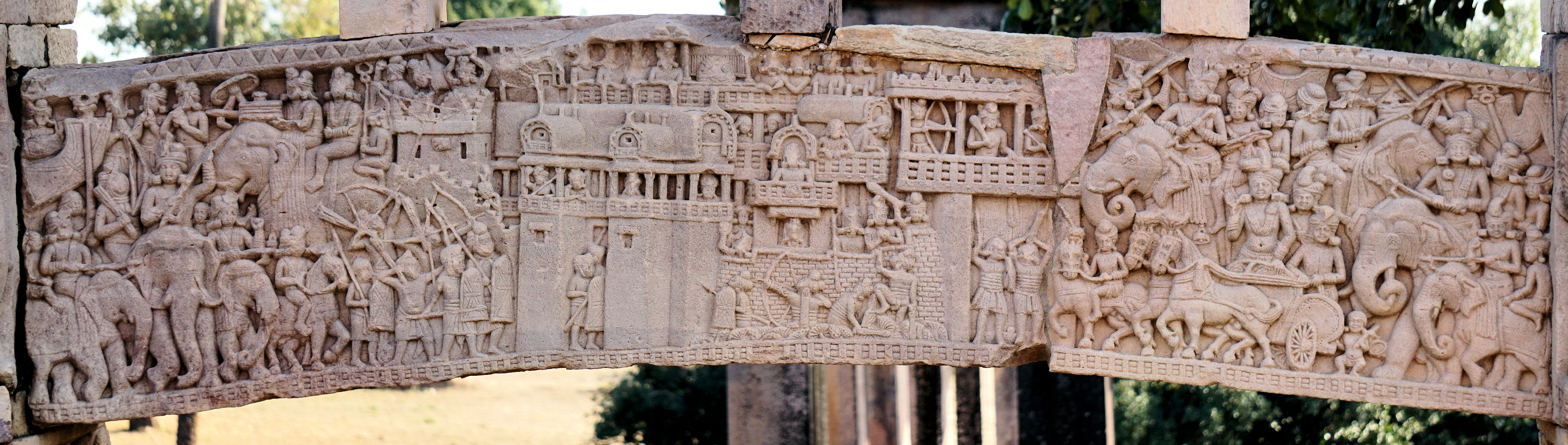
알라캅파의 불리족은 샤카족과의 전쟁 이후 석가모니의 유골 중 일부를 받았다. 산치(기원전 1세기).